# Oceanside, New York
Oceanside ligger i Nassau County, New York i delstaten New York, USA. År 2000 bodde det 32 733 människor i Oceanside. Den har enligt United States Census Bureau en area på 5,4 km². Staden grundades 1783 och hette då Christian Hook, 1871 döptes den om till Oceanside och 1902 fick staden en brandkår.